# Franklmühle
Franklmühle ist ein Gemeindeteil des Marktes Breitenbrunn im Landkreis Neumarkt in der Oberpfalz in Bayern.

## Geographie
Die Einöde liegt nordwestlich vom Hauptort an der Wissinger Laber und an der Kreisstraße NM 13.

## Geschichte
1434 ist die Mühle als Gorleinsmul erstmals genannt und 1598 als Gurlmuhl in einer Karte von Christoph Vogel als Besitz der Herrschaft Breitenegg eingezeichnet. Später wurde sie wohl nach dem besitzenden Müller Franklmühle genannt. Es findet sich auch die Bezeichnung Boirischmühle/Bayerischmühle, weil die Mühle im 17. Jahrhundert an den Bayernherzog Maximilian übergegangen war.
Im Königreich Bayern (ab 1806) wurde die Gemeinde Dürn im Landgericht Neumarkt in der Oberpfalz (ab 1921 im Land-/Amtsgericht Hemau) gebildet, zu der neben Dürn als Hauptort als Gemeindeteile die Einöden Blödgarten (auch Blödgarten/Plätgarten/Blettgarten, heute der Breitenbrunner Gemeindeteil Waldhof), Frank(e)lmühle und Hohenbügel zählten.
Zuletzt zum Bezirksamt Parsberg (ab 1939 Landkreis Parsberg) gehörend, wurde im Zuge der Gebietsreform in Bayern die Gemeinde Dürn zum 1. Januar 1972 aufgelöst und ihre Gemeindeteile in den Markt Breitenbrunn im Landkreis Neumarkt eingegliedert.
In der Franklmühle lebten
- 1861 8 Einwohner (5 Gebäude),[6]
- 1871 7 Einwohner (5 Gebäude; Großviehbestand: 2 Pferde und 10 Stück Rindvieh),[7]
- 1900 5 Einwohner (2 Wohngebäude),[8]
- 1925 6 Einwohner (1 Wohngebäude),[9]
- 1937 12 Einwohner,[10]
- 1950 14 Einwohner (2 Wohngebäude),[11]
- 1987 7 Einwohner (1 Wohngebäude).[12]

Bis 1926 war die Mühle eine Getreidemühle. Anschließend wurde auf einen turbinenbetriebenen Sägebetrieb umgestellt, der noch heute als Ehrl-Sägewerk existiert.